# Air (2015)
Air ist ein US-amerikanischer Science-Fiction-Film und Thriller des Regisseurs Christian Cantamessa aus dem Jahr 2015 mit Norman Reedus und Djimon Hounsou in den Hauptrollen.

## Handlung
Durch eine weltweite biochemische Katastrophe wurde der Großteil der Menschheit ausgelöscht. Die Erdatmosphäre ist stark kontaminiert. Zahlreiche Wissenschaftler wurden von der US-Regierung ausgewählt und sollen so lange in mehreren provisorisch errichteten Bunkern unter der Erde in einem kryonischen Schlaf ausharren, bis die Luft wieder lebensfreundlich ist. Ihr Schlaf wird von je zwei Technikern pro Bunker überwacht. Weil sie alleinstehend waren, wurden sie für diese Aufgabe ausgewählt. Nun werden sie von einem Computer alle sechs Monate geweckt, um Wartungsarbeiten durchzuführen. Ihnen stehen für die Arbeiten maximal zwei Stunden Zeit zur Verfügung, bevor die Luft wieder zur Neige geht.
Zwei dieser Arbeiter, Bauer und Cartwright, führen gerade diese Routinearbeiten durch. Cartwright, der eine Ehe zu seiner Frau Abby geheim halten konnte, hat gelegentlich Visionen: Darin erscheint ihm seine Frau, mit der er – zum Leidwesen von Bauer – auch kommuniziert. Kurz vor Ende des Wartungszyklus fängt Cartwrights Schlafkammer durch eine seismische Aktivität Feuer. In ihrer Not brechen beide ein hermetisch abgeschlossenes Lager auf und finden dort eine Ersatzkammer. Bauer will sie ausprobieren, erstickt jedoch fast, bevor er von Cartwright in letzter Minute mit einem Messer befreit wird. Allerdings wird dabei die Ersatzkammer unwiederbringlich zerstört.
Bauer besteht darauf, einen der schlafenden Wissenschaftler zu töten, um dessen Schlafkammer zu nutzen. Cartwright weigert sich jedoch und sucht nach einem anderen Weg. In einem Schutzanzug läuft er zu einem benachbarten Bunker. Dort muss er allerdings feststellen, dass alle Menschen bereits vor langer Zeit gestorben sind. Ihr Computer hatte hingegen signalisiert, dass alle weiteren Anlagen funktionstüchtig seien, damit sie nicht in Panik verfallen. Bauer überprüft derweil die Videoaufnahmen von seinem Unfall und stellt fest, dass Cartwright nicht wie behauptet nach einem Messer gesucht habe, sondern die ganze Zeit neben ihm stand. Er erkennt, dass Cartwright versucht hatte, ihn zu töten, aber sich im letzten Moment doch noch umentschieden hat.
Als Cartwright in die Anlage zurückkehren will, wird er von Bauer mit einer Waffe daran gehindert und mit seiner Tat konfrontiert. Bauer setzt darauf, dass Cartwright die Luft in seinem Schutzanzug ausgeht und er nun seinerseits sterben muss. Cartwright gelingt es aber, auf einem alternativen Weg in die Anlage zu gelangen. Es kommt zu einer Auseinandersetzung mit Bauer, dem er schließlich eine gezielte Dosis Morphium injizieren kann. Bauer erkennt, dass er sterben wird und vergibt Cartwright.
Der Film endet Jahre nach dem Vorfall. Die Atmosphäre ist mittlerweile wieder lebensfreundlich geworden, woraufhin der Computer alle Wissenschaftler automatisch aufweckt, darunter auch Abby, Cartwrights Frau.

## Rezeption
Die Website kino.de lobt den Film als „psychologisch stimmiges, atmosphärisch dichtes SF-Horror-Kammerspiel der Macher von ‚The Walking Dead‘“. Die Cinema bemängelt, dass der Film „trotz guter Ansätze spannungsarm zuckele“. Sie kommt daher zu dem Fazit: „Träge Depri-Sci-Fi: Die Luft ist schnell raus.“